# Kyrksundet, Eckerö
Kyrksundet är en vik nära Eckerö kyrka i Eckerö kommun på Åland. Viken tillhör byarna Torp, Storby, Kyrkoby och Överby. Den leder genom Torpfjärden till den vidare Björnhuvudfjärden och öppet hav.